# Biblioteca Pública Arús
La Biblioteca Pública Arús (BPA), situada en el paseo de San Juan, número 26, de Barcelona, se inauguró el 24 de marzo de 1895 como biblioteca pública dirigida al pueblo de Barcelona. Actualmente está especializada en historia social y cultura del XIX e inicios del XX, con unas colecciones destacadas en áreas como movimiento obrero, anarquismo y masonería, sin olvidar el fondo de diversos origines que comprendía todas las áreas del saber.
Una parte de su colección proviene de la antigua biblioteca de la Cooperativa Obrera La Fraternidad, que estaba situada en la azotea del edificio actualmente utilizado por la Biblioteca Barceloneta - La Fraternitat.

## Historia
Fue creada por iniciativa de Rossend Arús i Arderiu que murió el 1891 y en su testamento nombró como albaceas y herederos de confianza a Valentí Almirall y Antoni Farnés con el encargo de disponer de sus bienes para la creación de una biblioteca para la instrucción del pueblo trabajador, en el piso donde él había vivido.
El edificio fue encargado a Bonaventura Bassegoda i Amigó, con Pere Bassegoda i Mateu como maestro de obras; la decoración fue a cargo de Josep Lluís Pellicer. También colaboraron los artistas y artesanos: Manuel Fuxà (escultor), Lluís Razzauti (reproducciones escultóricas en bronce), Joan Sunyol (ebanista), Tomàs Torrents (pintor y decorador), Lluís Nogués (marbrista), Coll i Escofet (vidrios), hijo de Ignasi Damians (fundición de metales), Joaquim Cortada (grabador de metales).
Así, la biblioteca, ya con el nombre de Biblioteca Pública Arús, se abrió el 24 de marzo de 1895. En sus inicios tuvo unos 24 000 volúmenes que comprendían todas las áreas del conocimiento de aquel momento. Todavía hoy se puede encontrar el fondo original del XIX e inicios del XX en temas tan diversos como filosofía, religión, ciencias sociales, derecho, idiomas, biología, botánica, medicina, arte, música, literatura, geografía e historia. Además de obras generales como diccionarios, prensa, etc.
El director bibliotecario fue Eudald Canivell, que estuvo hasta el 1922; el bibliotecario, entonces fue el escritor Josep Buixadé, hasta su muerte el 1939. Después han estado bibliotecarias Marta Algueró (1967), Paquita Ferrer (1973), Carme Illa (1974), Adoració Pérez (1990) y Maribel Giner (1991). Desde el 1994 coordina la biblioteca el experto en masonería Josep Brunet Serra.

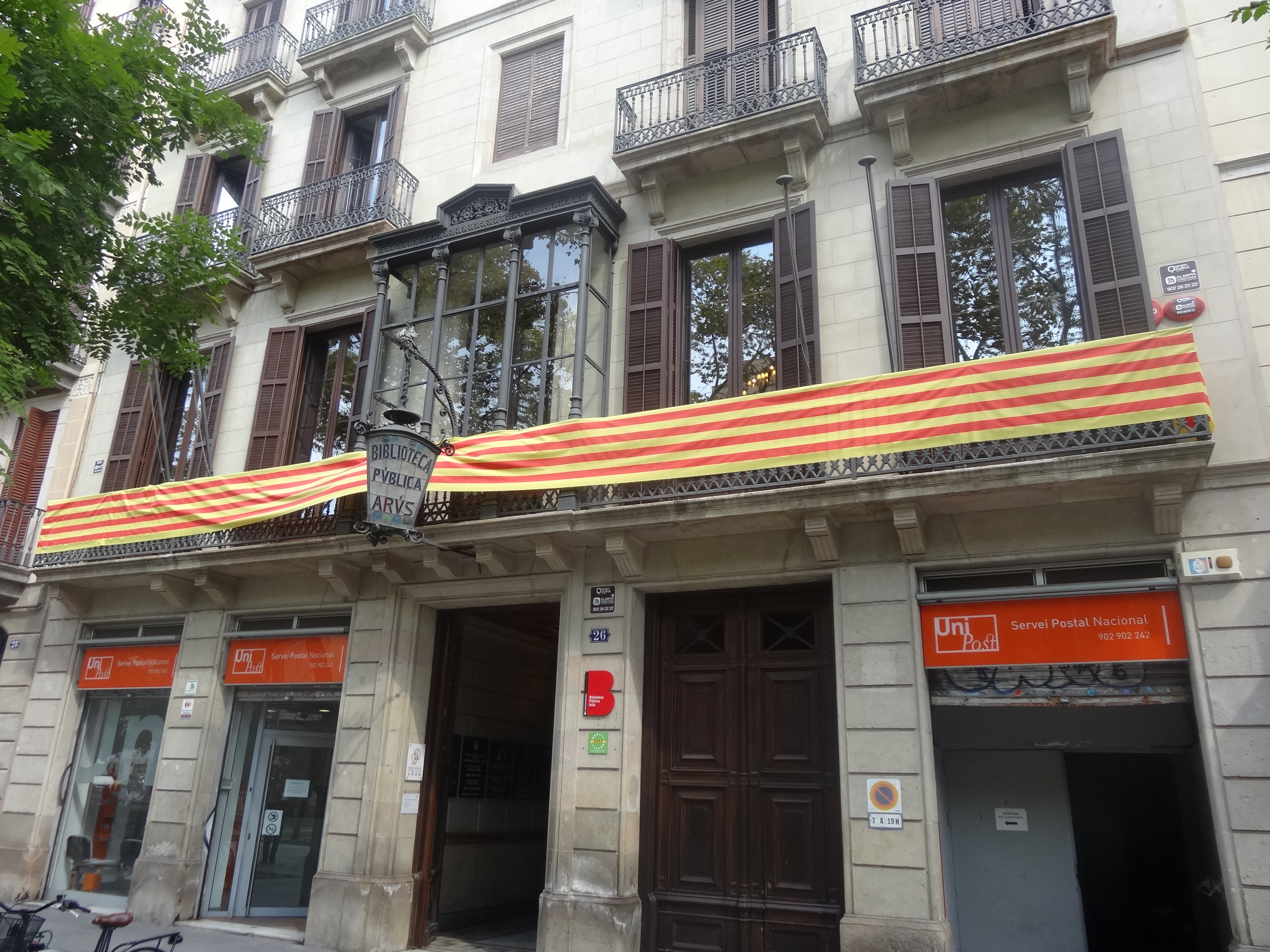
Fachada de la biblioteca

El hecho que la Biblioteca se cerrara al público en 1939 y no volviera a abrir hasta el año 1967 permitió que se librara de las purgas purificadoras del franquismo y su fondo haya llegado a nuestros días casi intacto.
Actualmente la BPA es un centro de investigación especializado en movimientos sociales contemporáneos y producción bibliográfica del XIX e inicios del XX. Ha conservado este fondo inicial testigo de la época en que se fundó, si bien cuenta con un fondo especial muy importante cómo son las colecciones de anarquismo, movimiento obrero y masonería, las cuales se han ido completando gracias a las donaciones de entidades y particulares. El fondo actual tiene unos 69.000 volúmenes, entre revistas y libros.
A lo largo de su historia, y dejando a un lado las cesiones de sus responsables más directos -Rossend Arús, Valentí Almirall, Eudald Canivell...- la Biblioteca Arús ha recibido colecciones tan nutridas como la de Diego Abad de Santillán o donativos menores como los de Apeles Mestres, Víctor Balaguer, Joaquim Miret i Sans, Antoni Torrents i Monner, Josep Maria Vallès i Ribot (1.463 vol.), el artista Ferran Torras, Francesch Carreras, Marià Faura, Pere Estasen, Ramon-Enric Bassegoda i Amigó, Frederic Rahola i Trèmols, el exalcalde de Madrid Enrique Tierno Galván, etc.

## Publicaciones
- Conrad Roure, el primer cronista catalán de la masonería: periodista, dramaturgo, federalista, masón. Papeles del Arús, 3. Barcelona: Biblioteca Pública Arús. 2009. ISBN 9788489841611.
- Casinos, Xavi (2009). Santiago Vivancos, masón y catalanista. Papeles del Arús, 2. Barcelona: Biblioteca Pública Arús. ISBN 9788489841598.
- Anderson, James (compilador); Rogent, Rosa (traductora) (2009). The Charges of a free-mason of 1723 = Les obligacions d'un francmaçó de 1723. Papeles del Arús, 1. Barcelona: Biblioteca Pública Arús. ISBN 9788489841543.
- El fondo Diego Abad de Santillán de la biblioteca pública Arús. Barcelona: Biblioteca pública Arús. 1999.
- Memoria ... Biblioteca Pública Arús. Barcelona: la Biblioteca. 1995.
- Esquinas, Felicia (mayo-julio 1995). «Cien años de la Biblioteca Pública Arús 1895-1995». Barcelona Metrópolis Mediterráneo. segunda época (n.º 26): 33-47.
- Illa, Maria de Carme (1985). Catálogo de revistas. Barcelona: el Ayuntamiento.
- Gomis, Celso (1915). Memoria decenal, 1905-1914. Barcelona: Biblioteca Pública Arús.
- Gomis, Celso (1905). Memoria decenal, 1895-1904. Barcelona: Biblioteca Pública Arús.
- Catálogo general: índice por orden de autores y por orden de materias. Barcelona: Estampa La Catalana. 1895.